# Lista de prefeitos de Queimadas (Paraíba)
Esta é a lista de prefeitos e vice-prefeitos do município de Queimadas, estado brasileiro da Paraíba.
O cargo de prefeito no Brasil, foi criado em 11 de abril de 1835, pela assembleia provincial paulista, em reação aos amplos poderes conferidos pelo Código de Processo Criminal de 1832 às câmaras municipais. Seguiram o exemplo paulista seis províncias do nordeste brasileiro (Alagoas, Ceará, Maranhão, Paraíba, Pernambuco e Sergipe).
Sob a vigente ordem constitucional, essa designação é dada ao funcionário público do Poder Executivo municipal, que exerce seu cargo em função de uma legislatura (mandato), sendo para tanto eleito a cada quatro anos, podendo ser reeleito por mais 4 anos (segundo mandato).
Funções
O poder executivo municipal chefia a administração e comanda os serviços públicos, tendo como comandante o prefeito.
A partir da constituição brasileira de 1934, o cargo de prefeito passou a ser o único, em todo o Brasil, ao qual estão atribuídas as funções de chefe do poder executivo do governo local, em simetria aos chefes dos executivos da União e do estado, portanto, em forma monocrática. Este texto quer dizer que deverá haver harmonia e integração de ação entre as esferas envolvidas sem a intervenção de uma na outra, exceto nos casos previstos na Constituição Federal.
Eleições
O prefeito é eleito por sufrágio universal, secreto, direto, em pleito simultâneo em todo o País, realizado a cada quatro anos, no primeiro domingo de outubro.
E trinta dias após tem lugar o segundo turno, se o eleito em primeiro lugar não atingir 50% dos votos válidos mais um voto, no caso de municípios com mais de duzentos mil eleitores.
Conforme a legislação eleitoral atual no Brasil para tornar-se elegível, exige-se uma série de requisitos;
- Possuir nacionalidade brasileira ou portuguesa (neste caso, o cidadão português deve se encontrar amparado pelo Estatuto de Igualdade entre Portugueses e Brasileiros),
- Título de eleitor em dia e estar em gozo pleno do exercício dos direitos políticos,
- Domicilio eleitoral na circunscrição na qual o candidato se apresenta,
- Filiação partidária,
- Ser alfabetizado (tópico invalidado pela atual constituição brasileira de 1988),
- Desincompatibilização de cargo público — Se ocupa um cargo público deve sair seis meses antes das eleições e voltar caso possa só após seis meses ao pleito eleitoral,
- Renúncia de outro mandado até seis meses antes do pleito e não ser parente afim ou consangüíneo, até segundo grau, ou cônjuge de titular de cargo eletivo; pode, entretanto, ser candidato à reeleição (artigo 14 da Constituição),
- Ter idade mínima de 21 anos.

Curiosidades:
- O prefeito com mais mandatos foi Carlinhos de Tião, com um total de 3 mandatos concluídos;
- Maria Dulce Barbosa e Delúsia Barros da Silva foram as únicas mulheres eleitas prefeitas do munício até a presente data (2025);
- Maria Dulce Barbosa também carrega o título de primeira mulher vereadora do munícipio de Campina Grande.

| Nº | Prefeito                                      | Partido                         | Vice-prefeito                                                             | Início do mandato       | Fim do mandato          | Observações                                                                     |
| 1  | Lourival Barbosa                              | PDC                             | —                                                                         | 14 de dezembro de 1961  | 1º de fevereiro de 1962 | Prefeito nomeado                                                                |
| 2  | José Maria Ribeiro                            | PDC                             | —                                                                         | 2 de fevereiro de 1962  | 3 de novembro de 1962   | Prefeito interino                                                               |
| 3  | Maria Dulce Barbosa                           | PR                              | José Camões Barbosa Pinto                                                 | 4 de novembro de 1962   | 30 de dezembro de 1966  | Prefeita e vice eleitos em sufrágio universal                                   |
| 4  | José Ribeiro Albuquerque Junior               | ARENA                           | Severino Amaro do Nascimento                                              | 31 de dezembro de 1966  | 30 de janeiro de 1970   | Prefeito e vice eleitos em sufrágio universal                                   |
| 5  | Leonardo Honório de Andrade Melo              | ARENA                           | Saulo Leal Ernesto de Melo                                                | 31 de janeiro de 1970   | 30 de janeiro de 1973   | Prefeito e vice eleitos em sufrágio universal                                   |
| 6  | Sebastião do Rêgo                             | ARENA                           | Antonio Alves Monteiro                                                    | 31 de janeiro de 1973   | 31 de janeiro de 1977   | Prefeito e vice eleitos em sufrágio universal                                   |
| 7  | Saulo Leal Ernesto de Melo                    | ARENA                           | Severino Souto Velez                                                      | 1º de fevereiro de 1977 | 14 de maio de 1982      | Prefeito e vice eleitos em sufrágio universal cujo titular renunciou ao mandato |
| 8  | Severino Souto Velez (Biu Souto)              | PDS                             | —                                                                         | 15 de maio de 1982      | 31 de janeiro de 1983   | Vice-prefeito eleito no cargo de Prefeito                                       |
| 9  | Sebastião do Rêgo                             | PDS                             | Antônio Alves Monteiro                                                    | 1º de fevereiro de 1983 | 31 de dezembro de 1988  | Prefeito e vice eleitos em sufrágio universal                                   |
| 10 | José Pereira dos Santos                       | PL                              | Francisco de Assis Maciel Lopes                                           | 1º de janeiro de 1989   | 31 de dezembro de 1992  | Prefeito e vice eleitos em sufrágio universal                                   |
| 11 | Sebastião do Rêgo                             | PL                              | José Maria Vital Ribeiro                                                  | 1º de janeiro de 1993   | 31 de dezembro de 1996  | Prefeito e vice eleitos em sufrágio universal                                   |
| 12 | Francisco de Assis Maciel Lopes               | PL                              | José Miranda Filho                                                        | 1º de janeiro de 1997   | 31 de dezembro de 2000  | Prefeito e vice eleitos em sufrágio universal                                   |
| 12 | Francisco de Assis Maciel Lopes               | PPB                             | Pedro Saulo Pereira dos Santos                                            | 1º de janeiro de 2001   | 31 de dezembro de 2004  | Prefeito reeleito e vice eleito em sufrágio universal                           |
| 13 | Saulo Leal Ernesto de Melo                    | PSB                             | João Batista da Silva                                                     | 1º de janeiro de 2005   | 31 de dezembro de 2008  | Prefeito e vice eleitos em sufrágio universal                                   |
| 14 | José Carlos de Sousa Rêgo (Carlinhos de Tião) | PTB                             | Maurício da Silva Xavier (PSDC)                                           | 1º de janeiro de 2009   | 31 de dezembro de 2012  | Prefeito e vice eleitos em sufrágio universal                                   |
| 15 | Jacó Moreira Maciel                           | PSD                             | José Gerailton Pereira de Macêdo (PP)                                     | 1º de janeiro de 2013   | 31 de dezembro de 2016  | Prefeito e vice eleitos em sufrágio universal                                   |
| 16 | José Carlos de Sousa Rêgo (Carlinhos de Tião) | PSB (2017–2020) PTB (2021–2024) | Pedro Saulo Pereira dos Santos (Republicanos) (2017–2020) PTB (2021–2024) | 1º de janeiro de 2017   | 31 de dezembro de 2024  | Prefeito e vice reeeleitos em sufrágio universal                                |
| 17 | Delúsia Barros da Silva                       | Republicanos                    | Ricardo Lucena de Araújo Filho (Minho) (Republicanos)                     | 1° de janeiro de 2025   | Atual                   | Prefeita e vice eleitos em sufrágio universal                                   |